# 塞梅尼夫卡 (伊久姆區)
49°8′13″N 37°9′47″E / 49.13694°N 37.16306°E
塞梅尼夫卡（烏克蘭語：Семенівка），是烏克蘭的村落，位於該國東部哈爾科夫州，由伊久姆區的奧斯基爾市鎮負責管轄，始建於十八世紀，面積0.25平方公里，海拔高度163米，2001年人口18，人口密度每平方公里72.3人。